# John Edward Campbell
John Edward Campbell (Lisburn, Nagy-Britannia és Írország Egyesült Királysága, 1862. május 27. – Oxford, Oxfordshire, 1924. október 1.) ír matematikus.

## Élete
1884-ig a Queen's University Belfast diákja volt.
1905-ben a Royal Society tagja lett.
1918 és 1920 között a London Mathematical Society elnöké volt.
Négy gyermeke volt:
- John Maurice Hardman Campbell (* 1891)
- William Percy Campbell (* 1894)
- Patrick James Campbell (* 1897)
- Dorothea Mary Hardman Campbell (* 1902)